# Hope Davis
Hope Davis (Englewood, New Jersey, 1964. március 23. –) amerikai színésznő.
Szerepelt a Schmidt története (2002) és a Sikersztori (2003) című filmekben, utóbbival Golden Globe-díjra jelölték  legjobb női mellékszereplő kategóriában. 2016-ban az Amerika Kapitány: Polgárháború című szuperhősfilmben Maria Starkot, Tony Stark édesanyját formálta meg.
2009-ben a Titkok nélkül című sorozatban tűnt fel, egy Primetime Emmy-jelölést szerezve. Különleges kapcsolat (2010) című televíziós filmjével megkapta második Golden Globe-jelölését is a díjra, ezúttal mint legjobb női mellékszereplő (sorozat, minisorozat vagy tévéfilm). Hasonló kategóriában Primetime Emmy-díjra is jelölték a filmért. Főszerepeket alakított az Ügynöklista (2015) és a For the People (2018–2019) című televíziós sorozatokban.
A színpadi színészként is aktív Hope-ot 2009-ben Tony-díjra jelölték legjobb női főszereplő kategóriában, Az öldöklés istene című darabban nyújtott alakításáért.

## Filmográfia

### Film
| Év   | Magyar cím                     | Eredeti cím                  | Szerep                 | Magyar hang        |
| ---- | ------------------------------ | ---------------------------- | ---------------------- | ------------------ |
| 1990 | Egyenesen át                   | Flatliners                   | Anne Coldren           | Détár Enikő        |
| 1990 | Reszkessetek, betörők!         | Home Alone                   | francia jegykiadó      | Kiss Erika         |
| 1995 |                                | Run for Cover                | Prescott titkárnője    |                    |
| 1995 | Megérint a halál               | Kiss of Death                | Junior barátnője       |                    |
| 1996 | Kiruccanók                     | The Daytrippers              | Eliza Malone D'Amico   |                    |
| 1996 | Szép szőke herceg              | Mr. Wrong                    | Annie                  | Antal Olga         |
| 1997 | Nem vagyunk már ugyanazok      | The Myth of Fingerprints     | Margaret               | Farkasinszky Edit  |
| 1997 |                                | Guy                          | Camera                 |                    |
| 1998 | Csodaország – végállomás       | Next Stop Wonderland         | Erin Castleton         | Bertalan Ágnes     |
| 1998 | Hajó, ha nem jó                | The Impostors                | Emily Essendine        | Ullmann Zsuzsa     |
| 1999 | A szomszéd                     | Arlington Road               | Brooke Wolfe           | Kökényessy Ági     |
| 1999 | Dilidoki                       | Mumford                      | Sofie Crisp            | Létay Dóra         |
| 2000 | Joe Gould titka                | Joe Gould's Secret           | Therese Mitchell       |                    |
| 2001 |                                | Final                        | Dr. Ann Johnson        |                    |
| 2001 | Atlantisz gyermekei            | Hearts in Atlantis           | Liz Garfield           | Fehér Anna         |
| 2002 | Schmidt története              | About Schmidt                | Jeannie Schmidt        | Fehér Anna         |
| 2002 |                                | The Secret Lives of Dentists | Dana Hurst             |                    |
| 2003 | Sikersztori                    | American Splendor            | Joyce Brabner          | Ullmann Mónika     |
| 2005 | Matador                        | The Matador                  | Carolyn 'Bean' Wright  | Kökényessy Ági     |
| 2005 | Duma – A vadon hívó szava      | Duma                         | Kristin                | Kisfalvi Krisztina |
| 2005 | Bizonyítás                     | Proof                        | Claire                 | Spilák Klára       |
| 2005 | Az időjós                      | The Weather Man              | Noreen                 | Farkasinszky Edit  |
| 2006 | A hírhedt                      | Infamous                     | Slim Keith             | Mezei Kitty        |
| 2006 | Beugratás                      | The Hoax                     | Andrea Tate            | Fehér Anna         |
| 2007 | 9 – A szám hatalma             | The Nines                    | Sarah / Susan / Sierra | Spilák Klára       |
| 2007 | Charlie Bartlett               | Charlie Bartlett             | Marilyn Bartlett       | Orosz Helga        |
| 2008 | Kis-nagy világ                 | Synecdoche, New York         | Madeleine Gravis       |                    |
| 2008 | Genova                         | Genova                       | Marianne               | Spilák Klára       |
| 2009 | A titokzatos lakó              | The Lodger                   | Ellen Bunting          | Bertalan Ágnes     |
| 2011 | A családfa                     | The Family Tree              | Bunnie Burnett         | Spilák Klára       |
| 2011 | Vasököl                        | Real Steel                   | Debra néni             | Kovács Nóra        |
| 2012 | Lekapcsolódás                  | Disconnect                   | Lydia Boyd             | Orosz Anna         |
| 2013 | Erősebb a szavaknál            | Louder Than Words            | Brenda Fareri          | Kisfalvi Krisztina |
| 2015 | Joker                          | Wild Card                    | Cassandra              | Spilák Klára       |
| 2016 | Amerika Kapitány: Polgárháború | Captain America: Civil War   | Maria Stark            | Vándor Éva         |
| 2017 | Salinger                       | Rebel in the Rye             | Miriam Salinger        | Vándor Éva         |
| 2020 | Greenland – Az utolsó menedék  | Greenland                    | Judy Vento             |                    |
| 2023 |                                | Cat Person                   | Kelly                  |                    |
| 2023 | Asteroid City                  | Asteroid City                | Sandy Borden           | Létay Dóra         |
| 2025 | A föníciai séma                | The Phoenician Sheme         | Tisztelendő Anya       | Kisfalvi Krisztina |

### Televízió
| Év        | Magyar cím                               | Eredeti cím                        | Szerep            | Megjegyzések                                 |
| --------- | ---------------------------------------- | ---------------------------------- | ----------------- | -------------------------------------------- |
| 2000–2001 |                                          | Deadline                           | Brooke Benton     | 13 epizód                                    |
| 2006–2007 | A hatodik kapocs                         | Six Degrees                        | Laura Morgan      | tizenhárom epizód                            |
| 2009      | Titkok nélkül                            | In Treatment                       | Mia               | hét epizód                                   |
| 2010      | Különleges kapcsolat                     | The Special Relationship           | Hillary Clinton   | - tévéfilm - magyar hangja: - Kökényessy Ági |
| 2011      |                                          | Spring/Fall                        | Eden              | próbaepizód                                  |
| 2011      |                                          | The Miraculous Year                | Mandy Vance       | próbaepizód                                  |
| 2011      |                                          | Mildred Pierce                     | Mrs. Forrester    | minisorozat (3 epizód)                       |
| 2012–2013 | Híradósok                                | The Newsroom                       | Nina Howard       | 5 epizód                                     |
| 2013      | Esküdt ellenségek: Különleges ügyosztály | Law & Order: Special Victims Unit  | Viola Mesner      | 1 epizód                                     |
| 2013      |                                          | The Ordained                       | Packy             | próbaepizód                                  |
| 2015      | Ügynöklista                              | Allegiance                         | Katya O'Connor    | 13 epizód                                    |
| 2015      | John Oliver-show az elmúlt hét híreiről  | Last Week Tonight with John Oliver | önmaga            | 1 epizód                                     |
| 2015–2016 | Wayward Pines                            | Wayward Pines                      | Megan Fisher      | 14 epizód                                    |
| 2016      | Bűnök és előítéletek                     | American Crime                     | Steph Sullivan    | 7 epizód                                     |
| 2018–2019 |                                          | For the People                     | Jill Carlan       | 20 epizód                                    |
| 2018–2019 |                                          | Strange Angel                      | Ruth Parsons      | 7 epizód                                     |
| 2020      |                                          | Nova                               | narrátor          | 1 epizód                                     |
| 2020      |                                          | Love Life                          | Claudia Hoffman   | 6 epizód                                     |
| 2020–2023 |                                          | Your Honor                         | Gina              | főszereplő (20 epizód)                       |
| 2021–2023 | Utódlás                                  | Succession                         | Sandi Furness     | 7 epizód                                     |
| 2022      |                                          | Minx                               | Victoria Hartnett | 1 epizód                                     |
| 2023      | Perry Mason                              | Perry Mason                        | Camilla Nygaard   | 6 epizód                                     |
| 2024      |                                          | Before                             | Dr. Jane          | minisorozat                                  |

## Fordítás
- Ez a szócikk részben vagy egészben  a   Hope Davis című angol Wikipédia-szócikk ezen változatának fordításán alapul.  Az eredeti cikk szerkesztőit annak laptörténete sorolja fel. Ez a jelzés csupán a megfogalmazás eredetét és a szerzői jogokat jelzi, nem szolgál a cikkben szereplő információk forrásmegjelöléseként.